# Бяла-Река (Шуменская область)
Бяла-Река (болг. Бяла река) — село в Болгарии. Находится в Шуменской области, входит в общину Вырбица. Население составляет 1196 человек.

## Политическая ситуация
В местном кметстве Бяла-Река, в состав которого входит Бяла-Река, должность кмета (старосты) исполняет Гюрсел Мехмед Мехмед (Движение за права и свободы (ДПС)) по результатам выборов.
Кмет (мэр) общины Вырбица — Исмаил Мехмед Мехмед Движение за права и свободы (ДПС)) по результатам выборов.